# Хосе Сулейман
Хосе Сулейман Чаньон (ісп. José Sulaimán Chagnón, 30 травня 1931 — 16 січня 2014) був мексиканським боксерським чиновником. Він був президентом Всесвітньої боксерської ради (WBC).

## Біографія
Батько Сулеймана був ліванського походження, а мати сирійського походження, і він народився в Сьюдад-Вікторія, Тамауліпас, Мексика. Сулейман займався боксом як аматор і працював тренером, промоутером, рефері та суддею. Однак найбільше він був відомий як адміністратор протягом більш як три десятиліття. У віці 16 років він був членом боксерської комісії в Сан-Луїс-Потосі, Мексика. У 1968 році він приєднався до Всесвітньої боксерської ради (WBC) і швидко піднявся по щаблях кар'єри. 5 грудня 1975 року Сулейман був одноголосно обраний президентом WBC і обіймав цю посаду до самої смерті.
Під керівництвом Сулеймана WBC впровадила багато нових правил і регламентів щодо безпеки та добробуту боксерів. Серед змін було зменшення кількості раундів у світових чемпіонатах з 15 до 12 раундів, офіційне зважування за 24 години до кожного бою, створення проміжних вагових категорій, створення Всесвітнього медичного конгресу, введення боксерських рукавичок із пришитим великим пальцем і фінансування програм дослідження травм мозку в UCLA. Під час керівництва Сулеймана WBC санкціонувала понад 1100 боїв за титул і 300 боксерів здобули світові титули. Дійсно всесвітня організація, Сулейман розширив глобальне охоплення WBC, включивши 161 афілійовану націю.
Поза боксом Сулейман, який говорив іспанською, англійською, арабською, італійською, португальською та французькою, успішно керував компанією медичних постачань у Мексиці.
Він був введений до Міжнародного залу боксерської слави 10 червня 2007 року.
Один з його дітей, Маурісіо Сулейман, є чинним (2022) президентом WBC.

## Суперечки
Сулейман також був дуже суперечливою фігурою. Журналіст Меттью Херлі писав: «Як його взагалі обрали до Міжнародного залу боксерської слави — вище мого розуміння.»
Сулеймана багато разів звинувачували в корупції. Наприклад, багато хто в боксерській спільноті звинувачував WBC у тому, що вона порушувала свої правила на користь промоутера Дона Кінга. Журналіст Джек Ньюфілд писав, що Сулейман «став більше молодшим партнером Кінга, ніж його незалежним регулятором». Інший журналіст, Пітер Геллер, підтримав цю думку, пишучи, що «Сулейман … став просто хлопчиком на побігеньках для Дона Кінга.» Геллер цитував британського промоутера Мікі Даффа, який сказав: «Моє зауваження полягає в тому, що Хосе Сулейман не задоволений тим, що його друг Дон Кінг є найбільшим промоутером у боксі. Сулейман буде щасливий тільки тоді, коли Дон Кінг стане єдиним промоутером у боксі.»
Після того, як Порнелл Вітакер програв суперечливе рішення на користь Хосе Луїса Раміреса у 1988 році, тренер Вітакера, Лу Дува, назвав Сулеймана «злодієм», а менеджер Вітакера, Шеллі Фінкель, казав: «Кінг і Сулейман підстроїли бій, в цьому немає сумнівів».

## Смерть
Сулейман помер у віці 82 років у Лос-Анджелесі 16 січня 2014 року. Він похований на Пантеон Франсес у Мехіко. Його син Маурісіо Сулейман став президентом WBC.